# حباريات مصاصة الدماء
حبابير مصاصة الدماء (الاسم العلمي: Vampyromorphida)، هي رتبة من الرخويات. تضم أربعة رتيبات منها ثلاثة انقرضوا. حيث تحتوي هذه الرتبة على الكثير من الفصائل والأنواع المنقرضة حالياً. ولم تتبقى سوى فصيلة واحدة ما زالت موجودة حتى الآن وهي فصيلة حبابير مصاصة الدماء. تُشبه إلى حدٍ ما الأخطبوطيات. حيث تملك ثمانية مخالب رئيسية في مقدمة صفائح الجلد في الامام. واثنتان من المخالب الخلفية.

## التصنيف
† = منقرضة
- رتبة حبابير مصاصة الدماء
  - رتيبة †Kelaenina
    - فصيلة †Muensterellidae

  - رتيبة †Prototeuthina
    - فصيلة †Loligosepiidae
    - فصيلة †Geopeltididae
    - فصيلة †Lioteuthididae
    - فصيلة †Mastigophoridae

  - رتيبة †Mesoteuthina
    - فصيلة †Palaeololiginidae
      - تحت فصيلة †Teudopseinae
      - تحت فصيلة †Palaeololigininae

  - رتيبة حبابير مصاصة الدماء
    - فصيلة حبابير مصاصة الدماء

تم تصنيف الفصائل التالية إلى رُتبة حبابير مصاصة الدماء، لكن لم يتم التأكيد حتى الآن.
- فصيلة †Plesioteuthididae
- فصيلة †Leptotheuthididae
- فصيلة †Trachyteuthididae
  - تحت فصيلة †Trachyteuthidinae
  - تحت فصيلة †Actinosepiinae